# Светско првенство у хокеју на леду 2015 — Дивизија II
Светско првенство дивизије II 2015. у хокеју на леду у организацији Међународне хокејашке федерације одржат ће се у овој форми по 15. пут у периоду од 13. до 19. априла 2015, као треће по рангу квалитативно такмичење националних селекција за титулу хокејашког светског првака. На првенству учествује 12 екипа подељених у две квалитетне групе са по 6 тимова.
Турнир у групи А одржават ће се у главном граду Исланда Рејкјавику, док ће се турнир групе Б играти у Кејптауну у Јужноафричкој Републици.

## Учесници
На првенству учествује 12 националних селекција подељених у две квалитетне скупине са по 6 екипа, од којих су 6 из Европе, по 2 из Азије и Океаније, те по један тим из Африке и Северне Америке.
Новајлије на првенству у 2015. су селекције Румуније која је 2014. испала из Дивизија I, те Бугарске која је победила на првенству треће дивизије 2014. године (такмичи се у групи Б).
| Репрезентација | Резултат у 2014. години         |
| -------------- | ------------------------------- |
| Румунија       | 6. место у Дивизија I, група Б  |
| Исланд         | 2. место у Дивизији II, група А |
| Србија         | 3. место у Дивизији II, група А |
| Аустралија     | 4. место у Дивизији II, група А |
| Белгија        | 5. место у Дивизији II, група А |
| Шпанија        | 1. место у Дивизији II, група Б |

| Репрезентација | Резултат у 2014. години         |
| -------------- | ------------------------------- |
| Израел         | 6. место у Дивизији II, група А |
| Мексико        | 2. место у Дивизији II, група Б |
| Нови Зеланд    | 3. место у Дивизији II, група Б |
| Кина           | 4. место у Дивизији II, група Б |
| Јужна Африка   | 5. место у Дивизији II, група Б |
| Бугарска       | 1. место у Дивизији III         |

## Турнир групе А
Такмичење у групи А одржавало се у периоду између 13. и 19. априла 2015, а све утакмице играле су се у арени Лаугардаур у Рејкјавику на Исланду. Капацитет дворане је око 1.000 седећих места. Турнир се одржавао по једнокружном лигашком бод систему свако са сваким у пет кола, а најбоље рангирана селекција обезбедила је пласман у виши ранг такмичења за 2016. годину, док последњепласирани тим испада у групу Б где ће 2016. да се бори за опстанак у другој дивизији.
Прво место и промоцију у виши ранг такмичења остварила је селекција Румуније, док је у нижи ранг испала репрезентација Аустралије. На укупно одиграних 15 утакмица постигнуто је 111 голова, или у просеку 7,4 поготка по утакмици. Све утакмице гледало је укупно 4.958 или у просеку 331 гледалац по утакмици. За најефикаснијег играча турнира проглашен је нападач репрезентације Белгије Мич Морган који је постигао 6 голова и 4 асистенције (10 индексних поена).

### Судије
Списак судија делегираних на такмичењу у овој групи (њих укупно 11, 4 главна и 7 помоћних):

### Резултати групе А
Сатница је по локалном времену (УТЦ+0)
| 13. април 2015. 13:00 | Шпанија | 6 : 1 (2:1, 1:0, 3:0) | Аустралија | Арена Лаугардаур, Рејкјавик Посетилаца: 121 |

| Извор | Извор         | Извор | Извор | Извор                                                             |
| ----- | ------------- | ----- | ----- | ----------------------------------------------------------------- |
|       |               |       |       | Судије Ведран Крчелић Линијске судије Мајкл Џонстон Ори Сигмарсон |
|       |               |       |       |                                                                   |
| 4 мин | Искључења     | 8 мин |       |                                                                   |
| 26    | Шутеви на гол | 21    |       |                                                                   |

| 13. април 2015. 16:30 | Србија | 4 : 8 (0:3, 2:3, 2:2) | Румунија | Арена Лаугардаур, Рејкјавик Посетилаца: 146 |

| Извор | Извор         | Извор | Извор | Извор                                                                |
| ----- | ------------- | ----- | ----- | -------------------------------------------------------------------- |
|       |               |       |       | Судије Лајам Севел Линијске судије Максимс Богдановс Синдри Гунарсон |
|       |               |       |       |                                                                      |
| 6 мин | Искључења     | 2 мин |       |                                                                      |
| 25    | Шутеви на гол | 38    |       |                                                                      |

| 13. април 2015. 20:00 | Исланд | 3 : 0 (0:0, 0:0, 3:0) | Белгија | Арена Лаугардаур, Рејкјавик Посетилаца: 632 |

| Извор  | Извор         | Извор  | Извор | Извор                                                         |
| ------ | ------------- | ------ | ----- | ------------------------------------------------------------- |
|        |               |        |       | Судије Павел Мешињски Линијске судије Хавар Дал Марко Саковић |
|        |               |        |       |                                                               |
| 20 мин | Искључења     | 10 мин |       |                                                               |
| 36     | Шутеви на гол | 29     |       |                                                               |

| 14. април 2015. 13:00 | Румунија | 5 : 1 (2:0, 0:0, 3:1) | Аустралија | Арена Лаугардаур, Рејкјавик Посетилаца: 189 |

| Извор  | Извор         | Извор | Извор | Извор                                                         |
| ------ | ------------- | ----- | ----- | ------------------------------------------------------------- |
|        |               |       |       | Судије Рој Хансен Линијске судије Максимс Богдановс Хавар Дал |
|        |               |       |       |                                                               |
| 12 мин | Искључења     | 8 мин |       |                                                               |
| 34     | Шутеви на гол | 20    |       |                                                               |

| 14. април 2015. 16:30 | Белгија | 6 : 2 (3:0, 2:0, 1:2) | Шпанија | Арена Лаугардаур, Рејкјавик Посетилаца: 202 |

| Извор  | Извор         | Извор  | Извор | Извор                                                          |
| ------ | ------------- | ------ | ----- | -------------------------------------------------------------- |
|        |               |        |       | Судије Лајам Севел Линијске судије Томас Кајло Синдри Гунарсон |
|        |               |        |       |                                                                |
| 37 мин | Искључења     | 20 мин |       |                                                                |
| 34     | Шутеви на гол | 26     |       |                                                                |

| 14. април 2015. 20:00 | Исланд | 4:5 (2:2, 2:1, 0:2) | Србија | Арена Лаугардаур, Рејкјавик Посетилаца: 607 |

| Извор | Извор         | Извор | Извор | Извор                                                             |
| ----- | ------------- | ----- | ----- | ----------------------------------------------------------------- |
|       |               |       |       | Судије Ведран Крчелић Линијске судије Мајкл Џонстон Марко Саковић |
|       |               |       |       |                                                                   |
| 6 мин | Искључења     | 6 мин |       |                                                                   |
| 32    | Шутеви на гол | 25    |       |                                                                   |

| 16. април 2015. 13:00 | Румунија | 4 : 3 (3:0, 0:2, 1:1) | Белгија | Арена Лаугардаур, Рејкјавик Посетилаца: 102 |

| Извор  | Извор         | Извор | Извор | Извор                                                            |
| ------ | ------------- | ----- | ----- | ---------------------------------------------------------------- |
|        |               |       |       | Судије Ведран Крчелић Линијске судије Томас Кајо Синдри Гунарсон |
|        |               |       |       |                                                                  |
| 22 мин | Искључења     | 6 мин |       |                                                                  |
| 33     | Шутеви на гол | 21    |       |                                                                  |

| 16. април 2015. 16:30 | Србија | 3 : 4 (пен) (1:1, 1:1, 1:1; 0:0; 0:1) | Аустралија | Арена Лаугардаур, Рејкјавик Посетилаца: 182 |

| Извор  | Извор         | Извор  | Извор | Извор                                                             |
| ------ | ------------- | ------ | ----- | ----------------------------------------------------------------- |
|        |               |        |       | Судије Павел Мешињски Линијске судије Марко Саковић Ори Сигмарсон |
|        |               |        |       |                                                                   |
| 10 мин | Искључења     | 10 мин |       |                                                                   |
| 36     | Шутеви на гол | 33     |       |                                                                   |

| 16. април 2015. 20:00 | Исланд | 2 : 4 (0:1, 1:1, 1:2) | Шпанија | Арена Лаугардаур, Рејкјавик Посетилаца: 672 |

| Извор | Извор         | Извор  | Извор | Извор                                                         |
| ----- | ------------- | ------ | ----- | ------------------------------------------------------------- |
|       |               |        |       | Судије Рој Хансон Линијске судије Максимс Богдановс Хавар Дал |
|       |               |        |       |                                                               |
| 8 мин | Искључења     | 12 мин |       |                                                               |
| 23    | Шутеви на гол | 30     |       |                                                               |

| 17. април 2015. 13:00 | Белгија | 3 : 2 (про) (1:1, 1:1, 0:0; 1:0) | Србија | Арена Лаугардаур, Рејкјавик Посетилаца: 174 |

| Извор  | Извор         | Извор | Извор | Извор                                                          |
| ------ | ------------- | ----- | ----- | -------------------------------------------------------------- |
|        |               |       |       | Судије Лајам Севел Линијске судије Мајкл Џонстон Ори Сигмарсон |
|        |               |       |       |                                                                |
| 10 мин | Искључења     | 8 мин |       |                                                                |
| 47     | Шутеви на гол | 48    |       |                                                                |

| 17. април 2015. 16:30 | Шпанија | 1 : 7 (0:2, 0:0, 1:5) | Румунија | Арена Лаугардаур, Рејкјавик Посетилаца: 127 |

| Извор | Извор         | Извор | Извор | Извор                                                                   |
| ----- | ------------- | ----- | ----- | ----------------------------------------------------------------------- |
|       |               |       |       | Судије Павел Мешињски Линијске судије Максимс Богдановс Синдри Гунарсон |
|       |               |       |       |                                                                         |
| 6 мин | Искључења     | 4 мин |       |                                                                         |
| 25    | Шутеви на гол | 40    |       |                                                                         |

| 17. април 2015. 20:00 | Аустралија | 1 : 6 (1:2, 0:2, 0:2) | Исланд | Арена Лаугардаур, Рејкјавик Посетилаца: 717 |

| Извор  | Извор         | Извор  | Извор | Извор                                                  |
| ------ | ------------- | ------ | ----- | ------------------------------------------------------ |
|        |               |        |       | Судије Рој Хансен Линијске судије Томас Кајо Хавар Дал |
|        |               |        |       |                                                        |
| 12 мин | Искључења     | 10 мин |       |                                                        |
| 28     | Шутеви на гол | 25     |       |                                                        |

| 19. април 2015. 13:00 | Србија | 4 : 3 (пен) (0:1, 1:2, 2:0; 0:0, 1:0) | Шпанија | Арена Лаугардаур, Рејкјавик Посетилаца: 107 |

| Извор | Извор         | Извор | Извор | Извор                                                     |
| ----- | ------------- | ----- | ----- | --------------------------------------------------------- |
|       |               |       |       | Судије Рој Хансен Линијске судије Хавар Дал Ори Сигмарсон |
|       |               |       |       |                                                           |
| 6 мин | Искључења     | 6 мин |       |                                                           |
| 61    | Шутеви на гол | 36    |       |                                                           |

| 19. април 2015. 16:30 | Аустралија | 4 : 10 (1:4, 1:3, 2:3) | Белгија | Арена Лаугардаур, Рејкјавик Посетилаца: 146 |

| Извор  | Извор         | Извор  | Извор | Извор                                                              |
| ------ | ------------- | ------ | ----- | ------------------------------------------------------------------ |
|        |               |        |       | Судије Павел Мешињски Линијске судије Максимс Богдановс Томас Кајо |
|        |               |        |       |                                                                    |
| 14 мин | Искључења     | 16 мин |       |                                                                    |
| 37     | Шутеви на гол | 35     |       |                                                                    |

| 19. април 2015. 20:00 | Румунија | 3 : 2 (про) (1:0, 1:1, 0:1; 1:0) | Исланд | Арена Лаугардаур, Рејкјавик Посетилаца: 834 |

| Извор | Извор         | Извор | Извор | Извор                                                          |
| ----- | ------------- | ----- | ----- | -------------------------------------------------------------- |
|       |               |       |       | Судије Лајам Севел Линијске судије Мајкл Џонстон Марко Саковић |
|       |               |       |       |                                                                |
| 4 мин | Искључења     | 4 мин |       |                                                                |
| 38    | Шутеви на гол | 30    |       |                                                                |

|  | Пласман у Дивизија I, група Б за 2016.    |
|  | Пласман у другу дивизију група Б, у 2016. |

| #  | Репрезентација | Ут | П | Ппр | Ипр | И | ГД | ГП | ГР  | Бод |
| -- | -------------- | -- | - | --- | --- | - | -- | -- | --- | --- |
| 1. | Румунија       | 5  | 4 | 1   | 0   | 0 | 27 | 11 | +16 | 14  |
| 2. | Белгија        | 5  | 2 | 1   | 0   | 2 | 22 | 15 | +7  | 8   |
| 3. | Србија         | 5  | 1 | 1   | 2   | 1 | 18 | 22 | -4  | 7   |
| 4. | Шпанија        | 5  | 2 | 0   | 1   | 2 | 16 | 20 | -4  | 7   |
| 5. | Исланд         | 5  | 2 | 0   | 1   | 2 | 17 | 13 | +4  | 7   |
| 6. | Аустралија     | 5  | 0 | 1   | 0   | 4 | 11 | 30 | -19 | 2   |

### Појединачна признања
Одлуком организационог одбора турнира за најбоље играче по позицијама проглашени су:
- - Најбољи голман:  Артур Легранд
  - Најбољи одбрамбени играч:  Атила Гога
  - Најбољи нападач:  Бјерн Сигурдарсон

Извор: IIHF.com

## Турнир групе Б
Такмичење у групи Б одржавало се у периоду од 13. до 19. априла 2015, а све утакмице играле су се у леденој дворани Грандвест капацитета 2.800 места, у Кејптауну у Јужноафричкој Републици. Турнир се играо по једнокружном бод систему у пет кола, а првопласирана селекција обезбедила је пласман у групу А друге дивизије за 2016, и тиме добила прилику да се бори за пласман у елитну дивизију, док је последњепласирана селекција испала у трећу дивизију за 2016. годину.
Прво место и промоцију у група А друге дивизије остварила је селекција Кине, док је у нижи ранг испала репрезентација Јужне Африке. На укупно одиграних 15 утакмица постигнуто је 126 голова, или у просеку 4,4 поготка по утакмици. Све утакмице гледала су укупно 4.263 или у просеку 284 гледалац по утакмици. За најефикаснијег играча турнира проглашен је нападач репрезентације Бугарске Иван Ходулов који је постигао 6 голова и 5 асистенције (11 индексних поена).

### Судије
Списак судија делегираних за овај турнир је следећи (4 главна и 7 линијских):

### Резултати групе Б
Сатница је по локалном времену (УТЦ+2)
| 13. април 2015. 13:00 | Нови Зеланд | 6 : 3 (1:1, 3:1, 2:1) | Израел | Грандвест арена, Кејптаун Посетилаца: 110 |

| Извор  | Извор         | Извор | Извор | Извор                                                                       |
| ------ | ------------- | ----- | ----- | --------------------------------------------------------------------------- |
|        |               |       |       | Судије Томаш Оролин Линијске судије Витаутас Лукошевичијус Марк Анри Прожин |
|        |               |       |       |                                                                             |
| 12 мин | Искључења     | 8 мин |       |                                                                             |
| 39     | Шутеви на гол | 16    |       |                                                                             |

| 13. април 2015. 16:15 | Бугарска | 3 : 10 (1:3, 1:3, 1:4) | Кина | Грандвест арена, Кејптаун Посетилаца: 80 |

| Извор | Извор         | Извор  | Извор | Извор                                                                 |
| ----- | ------------- | ------ | ----- | --------------------------------------------------------------------- |
|       |               |        |       | Судије Мануел Николић Линијске судије Џонатан Бургер Кристофер Хуртик |
|       |               |        |       |                                                                       |
| 2 мин | Искључења     | 14 мин |       |                                                                       |
| 19    | Шутеви на гол | 29     |       |                                                                       |

| 13. април 2015. 20:00 | Мексико | 4 : 1 (1:0, 2:1, 1:0) | Јужна Африка | Грандвест арена, Кејптаун Посетилаца: 375 |

| Извор  | Извор         | Извор  | Извор | Извор                                                         |
| ------ | ------------- | ------ | ----- | ------------------------------------------------------------- |
|        |               |        |       | Судије Андреј Симанков Линијске судије Марко Мори Парк Јун-су |
|        |               |        |       |                                                               |
| 26 мин | Искључења     | 20 мин |       |                                                               |
| 20     | Шутеви на гол | 33     |       |                                                               |

| 14. април 2015. 13:00 | Израел | 3 : 4 (пен) (0:1, 1:0, 2:2; 0:0, 0:1) | Кина | Грандвест арена, Кејптаун Посетилаца: 57 |

| Извор  | Извор         | Извор  | Извор | Извор                                                             |
| ------ | ------------- | ------ | ----- | ----------------------------------------------------------------- |
|        |               |        |       | Судије Алексеј Рошчин Линијске судије Џонатан Бургер Бенас Јакшис |
|        |               |        |       |                                                                   |
| 20 мин | Искључења     | 14 мин |       |                                                                   |
| 23     | Шутеви на гол | 46     |       |                                                                   |

| 14. април 2015. 16:15 | Мексико | 3 : 5 (1:2, 1:2, 1:1) | Нови Зеланд | Грандвест арена, Кејптаун Посетилаца: 77 |

| Извор  | Извор         | Извор  | Извор | Извор                                                              |
| ------ | ------------- | ------ | ----- | ------------------------------------------------------------------ |
|        |               |        |       | Судије Мануел Николић Линијске судије Кристофер Хуртик Парк Јун-су |
|        |               |        |       |                                                                    |
| 20 мин | Искључења     | 16 мин |       |                                                                    |
| 42     | Шутеви на гол | 27     |       |                                                                    |

| 14. април 2015. 20:00 | Јужна Африка | 1:2 (0:0, 1:1, 0:1) | Бугарска | Грандвест арена, Кејптаун Посетилаца: 275 |

| Извор  | Извор         | Извор  | Извор | Извор                                                                       |
| ------ | ------------- | ------ | ----- | --------------------------------------------------------------------------- |
|        |               |        |       | Судије Томаш Оролин Линијске судије Витаутас Лукошевичијус Марк Анри Прожин |
|        |               |        |       |                                                                             |
| 18 мин | Искључења     | 22 мин |       |                                                                             |
| 53     | Шутеви на гол | 26     |       |                                                                             |

| 16. април 2015. 13:00 | Мексико | 9 : 1 (3:0, 0:0, 6:1) | Бугарска | Грандвест арена, Кејптаун Посетилаца: 75 |

| Извор  | Извор         | Извор  | Извор | Извор                                                            |
| ------ | ------------- | ------ | ----- | ---------------------------------------------------------------- |
|        |               |        |       | Судије Алексеј Рошчин Линијске судије Џонатан Бургер Парк Јун-су |
|        |               |        |       |                                                                  |
| 18 мин | Искључења     | 12 мин |       |                                                                  |
| 54     | Шутеви на гол | 15     |       |                                                                  |

| 16. април 2015. 16:15 | Нови Зеланд | 4 : 7 (1:2, 3:1, 0:4) | Кина | Грандвест арена, Кејптаун Посетилаца: 112 |

| Извор  | Извор         | Извор  | Извор | Извор                                                              |
| ------ | ------------- | ------ | ----- | ------------------------------------------------------------------ |
|        |               |        |       | Судије Андреј Симанков Линијске судије Марко Мори Марк Анри Прожин |
|        |               |        |       |                                                                    |
| 36 мин | Искључења     | 26 мин |       |                                                                    |
| 46     | Шутеви на гол | 45     |       |                                                                    |

| 16. април 2015. 20:00 | Израел | 6 : 3 (1:1, 4:0, 1:2) | Јужна Африка | Грандвест арена, Кејптаун Посетилаца: 922 |

| Извор  | Извор         | Извор  | Извор | Извор                                                               |
| ------ | ------------- | ------ | ----- | ------------------------------------------------------------------- |
|        |               |        |       | Судије Мануел Николић Линијске судије Кристофер Хуртик Бенас Јакшис |
|        |               |        |       |                                                                     |
| 16 мин | Искључења     | 10 мин |       |                                                                     |
| 26     | Шутеви на гол | 39     |       |                                                                     |

| 17. април 2015. 13:00 | Кина | 5 : 2 (2:0, 2:2, 1:0) | Мексико | Грандвест арена, Кејптаун Посетилаца: 48 |

| Извор  | Извор         | Извор | Извор | Извор                                                                     |
| ------ | ------------- | ----- | ----- | ------------------------------------------------------------------------- |
|        |               |       |       | Судије Томаш Оролин Линијске судије Џонатан Бургер Витаутас Лукошевичијус |
|        |               |       |       |                                                                           |
| 22 мин | Искључења     | 2 мин |       |                                                                           |
| 50     | Шутеви на гол | 52    |       |                                                                           |

| 17. април 2015. 16:15 | Бугарска | 10 : 5 (6:1, 2:2, 2:2) | Израел | Грандвест арена, Кејптаун Посетилаца: 43 |

| Извор  | Извор         | Извор  | Извор | Извор                                                              |
| ------ | ------------- | ------ | ----- | ------------------------------------------------------------------ |
|        |               |        |       | Судије Андреј Симанков Линијске судије Кристофер Хуртик Марко Мори |
|        |               |        |       |                                                                    |
| 16 мин | Искључења     | 36 мин |       |                                                                    |
| 37     | Шутеви на гол | 68     |       |                                                                    |

| 17. април 2015. 20:00 | Јужна Африка | 3 : 1 (0:0, 2:0, 1:1) | Нови Зеланд | Грандвест арена, Кејптаун Посетилаца: 985 |

| Извор  | Извор         | Извор  | Извор | Извор                                                               |
| ------ | ------------- | ------ | ----- | ------------------------------------------------------------------- |
|        |               |        |       | Судије Алексеј Рошчин Линијске судије Бенас Јакшис Марк Анри Прожин |
|        |               |        |       |                                                                     |
| 10 мин | Искључења     | 14 мин |       |                                                                     |
| 36     | Шутеви на гол | 52     |       |                                                                     |

| 19. април 2015. 13:00 | Нови Зеланд | 5 : 1 (0:0, 2:1, 3:0) | Бугарска | Грандвест арена, Кејптаун Посетилаца: 69 |

| Извор  | Извор         | Извор  | Извор | Извор                                                                     |
| ------ | ------------- | ------ | ----- | ------------------------------------------------------------------------- |
|        |               |        |       | Судије Томаш Оролин Линијске судије Џонатан Бургер Витаутас Лукошевичијус |
|        |               |        |       |                                                                           |
| 12 мин | Искључења     | 10 мин |       |                                                                           |
| 46     | Шутеви на гол | 31     |       |                                                                           |

| 19. април 2015. 16:15 | Израел | 3 : 6 (1:1, 0:2, 2:3) | Мексико | Грандвест арена, Кејптаун Посетилаца: 67 |

| Извор  | Извор         | Извор | Извор | Извор                                                              |
| ------ | ------------- | ----- | ----- | ------------------------------------------------------------------ |
|        |               |       |       | Судије Мануел Николић Линијске судије Парк Јун-су Марк Анри Прожин |
|        |               |       |       |                                                                    |
| 12 мин | Искључења     | 6 мин |       |                                                                    |
| 31     | Шутеви на гол | 45    |       |                                                                    |

| 19. април 2015. 20:00 | Кина | 7 : 3 (3:1, 3:2, 1:0) | Јужна Африка | Грандвест арена, Кејптаун Посетилаца: 968 |

| Извор  | Извор         | Извор  | Извор | Извор                                                         |
| ------ | ------------- | ------ | ----- | ------------------------------------------------------------- |
|        |               |        |       | Судије Алексеј Рошчин Линијске судије Бенас Јакшис Марко Мори |
|        |               |        |       |                                                               |
| 14 мин | Искључења     | 26 мин |       |                                                               |
| 35     | Шутеви на гол | 26     |       |                                                               |

|  | Пласман у Пласман у Дивизију II, група А 2016. |
|  | Пласман у Испали у Дивизију III у 2016.        |

| #  | Репрезентација | Ут | П | Ппр | Ипр | И | ГД | ГП | ГР  | Бод |
| -- | -------------- | -- | - | --- | --- | - | -- | -- | --- | --- |
| 1. | Кина           | 5  | 4 | 1   | 0   | 0 | 33 | 15 | +18 | 14  |
| 2. | Нови Зеланд    | 5  | 3 | 0   | 0   | 2 | 21 | 17 | +4  | 9   |
| 3. | Мексико        | 5  | 3 | 0   | 0   | 2 | 24 | 15 | +9  | 9   |
| 4. | Бугарска       | 5  | 2 | 0   | 0   | 3 | 17 | 30 | -13 | 6   |
| 5. | Израел         | 5  | 1 | 0   | 1   | 3 | 20 | 29 | -9  | 4   |
| 6. | Јужна Африка   | 5  | 1 | 0   | 0   | 4 | 11 | 20 | -9  | 3   |

### Појединачна признања
Одлуком организационог одбора турнира за најбоље играче по позицијама проглашени су:
- Најбољи голман:  Димитар Димитров
- Најбољи одбрамбени играч:  Данијел Спивак
- Најбољи нападач:  Хектор Махул

Извор: 